# Janusz Turowski
Janusz Turowski (* 7. Februar 1961 in Bydgoszcz, Polen) ist ein ehemaliger polnisch-deutscher Fußballspieler und -trainer.
Das Fußballspielen lernte er in seiner Heimatstadt bei Polonia Bydgoszcz und später auch bei Zawisza Bydgoszcz. Seine erste Profistation in der 1. Liga waren Legia Warschau und anschließend Pogoń Stettin. 1986 setzte er sich nach Deutschland ab und unterschrieb einen Vertrag bei Eintracht Frankfurt, konnte aber durch eine einjährige Sperre infolge seiner Flucht aus Polen erst in der Rückrunde der Saison 1986/87 eingesetzt werden. Da in der Bundesliga nur zwei Ausländer pro Mannschaft eingesetzt werden durften, nahm Turowski, der deutsche Vorfahren nachweisen konnte, die deutsche Staatsbürgerschaft an. In Frankfurt spielte er fünf Saisons lang und gewann mit der Eintracht 1988 den DFB-Pokal. Von 1991 bis 1993 spielte er noch zwei Jahre beim VfB Leipzig. Nach seinem Karriereende war er u. a. als Trainer beim FV Bad Vilbel und SC Leinefelde 1912 tätig.